# Estación Rosario Central Córdoba

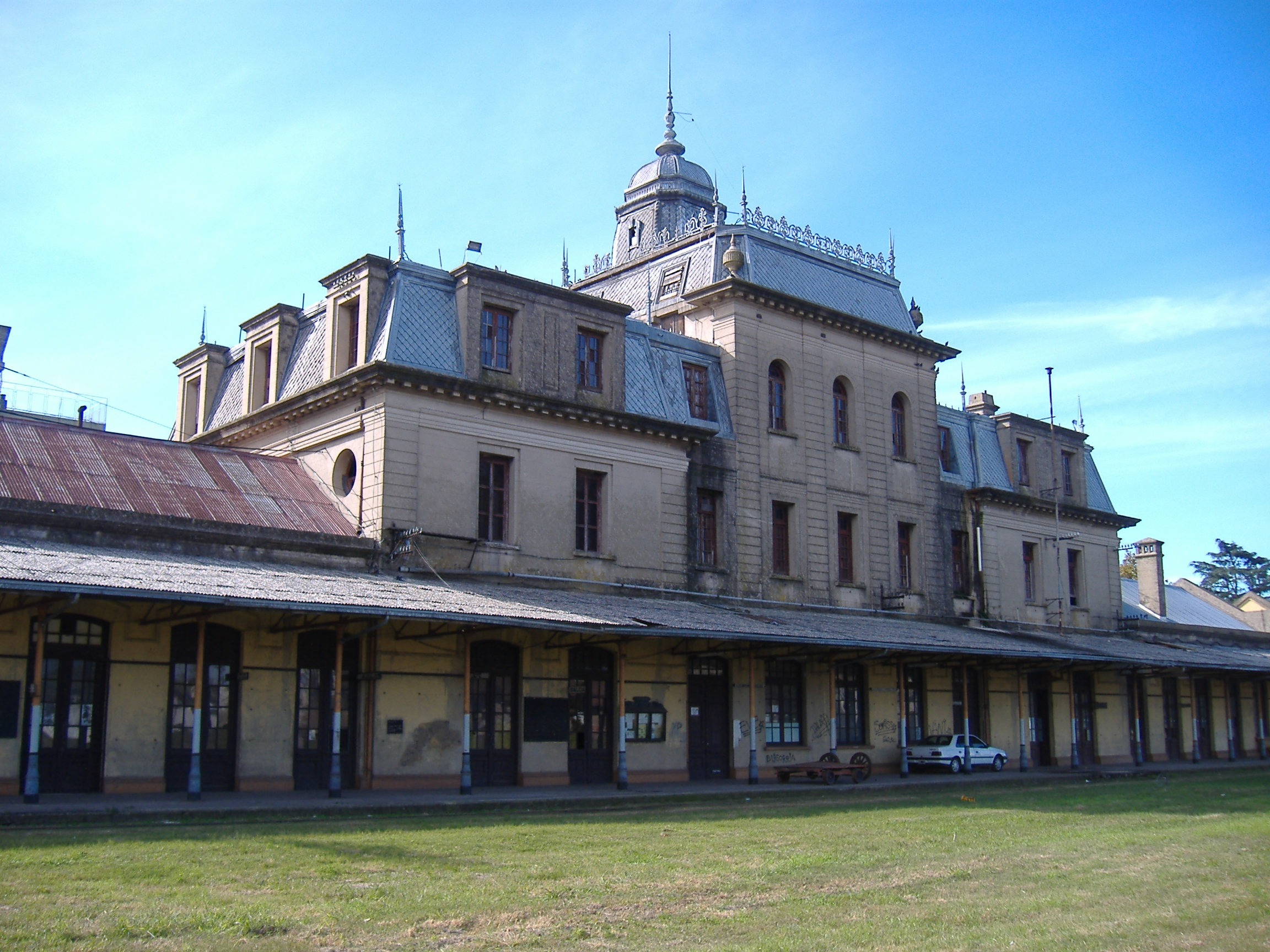
Parte trasera de la estación.

La Estación Rosario Central Córdoba es una estación de trenes en Rosario, en el sudeste de la Provincia de Santa Fe, Argentina. 

## Ubicación
Está ubicada en la intersección del Bulevar 27 de Febrero y la calle Juan Manuel de Rosas, al sur del centro de la ciudad.
En una pequeña ala del edificio se encuentra la Asociación Rosarina Amigos del Riel, que durante 40 años de trayectoria realiza estudios históricos acerca de los ferrocarriles regionales. 

## Historia
Esta construcción era la estación terminal de la compañía Ferrocarril Córdoba a Rosario, que puso los primeros rieles en 1888. La línea iba hacia el norte a la ciudad de Rafaela y luego a Córdoba. Al comenzar el siglo XX la compañía se unió con otras para formar el Ferrocarril Central Córdoba.
El 31 de diciembre de 1921 un incendio destruyó el bloque central de la Estación Rosario Central Córdoba. La reconstrucción del edificio comenzó casi inmediatamente, finalizando en 1926 con la construcción de una cúpula, que actualmente ostenta el edificio.
En 1948 el gobierno de Juan Domingo Perón nacionalizó la red de ferrocarriles reconfigurando las líneas. Todas las vías de trocha angosta (de un metro), incluyendo las del Rosario Central Córdoba, pasaron al Ferrocarril General Belgrano; en 1952 se discontinuaron los servicios de pasajeros que salían desde esta estación y otras de esta ciudad, ya que la nueva terminal de pasajeros del Ferrocarril Belgrano sería la Estación Rosario Oeste.
La estación es sede de la Superintendencia de Tráfico (luego Transporte) y de la Jefatura de Distrito Vía y Obras de la zona Rosario. A su vez se encuentra allí oficinas de la empresa Ferroviaria Belgrano Cargas, ya que los trenes que van hacia el puerto desde el norte de la Argentina, paran en esta estación haciendo maniobras en las mismas.
En 2005, se creó el Parque Hipólito Yrigoyen usando los terrenos lindantes con la estación.
No presta servicios de carga desde 2015. A 2016 ha sido restaurada a nuevo, planeándose volver a utilizar como Estación de Pasajeros de Trenes Locales y/ó Regionales. Ejemplo Rosario - Capitán Bermúdez.
Mientas tanto, espera la recuperación del Ramal CC2, intrusado en la mayor parte de su traza.
Para las elecciones presidenciales argentinas del 2023, el candidato a presidente Sergio Massa había lanzado una propuesta de un FBI argentino, que  hubíera tenido sede en esta estación.